# Mischa Gasser
Mischa Gasser (* 2. November 1991 in Bern) ist ein ehemaliger Schweizer Freestyle-Skier, der auf die Disziplin Aerials (Springen) spezialisiert war.

## Werdegang
Gasser nahm im Februar 2012 in Minsk erstmals am Freestyle-Skiing-Weltcup teil, wobei er den 15. Platz errang und sprang bei den Weltmeisterschaften im folgenden Jahr in Voss auf den 22. Platz. In der Saison 2013/14 erreichte er in Lake Placid mit dem siebten Platz seine erste Top-Zehn-Platzierung im Weltcup und belegte bei den Olympischen Winterspielen 2014 in Sotschi den 18. Rang. In der folgenden Saison errang er mit dem sechsten Platz in Minsk sowie in Moskau seine beste Platzierung im Weltcup und zum Saisonende mit dem 12. Platz im Aerials-Weltcup sein bestes Gesamtergebnis. Beim Saisonhöhepunkt, den Weltmeisterschaften 2015 am Kreischberg, sprang er auf den 20. Platz. Bei den Weltmeisterschaften  zwei Jahre später in der Sierra Nevada kam er auf den 17. Platz. In der Saison 2017/18 wurde er bei den Olympischen Winterspielen 2018 in Pyeongchang Elfter und absolvierte in Lake Placid seinen 34. und damit letzten Weltcup, welchen er auf dem 30. Platz beendete.

## Erfolge

### Olympische Spiele
- 2014 Sotschi: 18. Platz Aerials
- 2018 Pyeongchang: 11. Platz Aerials

### Weltmeisterschaften
- 2013 Voss: 22. Platz Aerials
- 2015 Kreischberg: 20. Platz Aerials
- 2017 Sierra Nevada: 17. Platz Aerials

### Weltcupwertungen
| Saison  | Gesamt | Gesamt | Aerials | Aerials |
| Saison  | Platz  | Punkte | Platz   | Punkte  |
| ------- | ------ | ------ | ------- | ------- |
| 2011/12 | 207.   | 2      | 37.     | 16      |
| 2012/13 | 176.   | 5      | 30.     | 32      |
| 2013/14 | 99.    | 12     | 22.     | 62      |
| 2014/15 | 43.    | 22     | 12.     | 151     |
| 2015/16 | 129.   | 9      | 27.     | 54      |
| 2016/17 | 91.    | 14,86  | 20.     | 104     |
| 2017/18 | 139.   | 9      | 27.     | 54      |